# Tournoi pré-olympique de l'UEFA 1983-1984, groupe 1
Navigation
Groupe 2
Cet article donne les résultats des matches du groupe 1 du tournoi pré-olympique de l'UEFA 1983-1984.

## Classement
| Rang | Équipe           | Pts     | J       | G       | N       | P       | Bp      | Bc      | Diff    |  | Résultats (▼ dom., ► ext.) |     |     |     |     |
| ---- | ---------------- | ------- | ------- | ------- | ------- | ------- | ------- | ------- | ------- |  | -------------------------- | --- | --- | --- | --- |
| 1    | Union soviétique | 8       | 6       | 3       | 2       | 1       | 9       | 4       | +5      |  | Union soviétique           |     | 0-1 | 0-0 | 3-0 |
| 2    | Hongrie          | 8       | 6       | 3       | 2       | 1       | 8       | 5       | +3      |  | Hongrie                    | 0-1 |     | 1-1 | 3-1 |
| 3    | Bulgarie         | 7       | 6       | 1       | 5       | 0       | 7       | 5       | +2      |  | Bulgarie                   | 2-2 | 1-1 |     | 0-0 |
| 4    | Grèce            | 1       | 6       | 0       | 1       | 5       | 4       | 14      | -10     |  | Grèce                      | 1-3 | 1-2 | 1-3 |     |
| -    | Turquie          | Forfait | Forfait | Forfait | Forfait | Forfait | Forfait | Forfait | Forfait |  |                            |     |     |     |     |

## Détail des rencontres
| 23 mars 1983 | Bulgarie       | 1 - 1 | Hongrie       | Stadion Ivaylo (en) Veliko Tarnovo, Bulgarie     |                                                  |
| | Gospodinov 62e | (0 - 0) | Kiss (hu) 47e | Spectateurs : 20 000 Arbitrage : Klaus Scheurell | Spectateurs : 20 000 Arbitrage : Klaus Scheurell |
| | Rapport        | |               | Spectateurs : 20 000 Arbitrage : Klaus Scheurell | Spectateurs : 20 000 Arbitrage : Klaus Scheurell |
| Peichev - Bezinski (en), Bogomilov, P. Petrov, Lakhchiev (bg) - Velkov, Ganev ( 70e Eranosyan), Gospodinov, Rafiev (bg) ( 25e Sadakov) - I. Petrov, Tsingov | Équipes        | Kovács (hu) - Paróczai (hu), Kőhalmi (hu), Kardos, Gálhidi (hu) - Kelemen (hu) ( 65e Kisznyér (hu)), Nagy, Kurucz (hu), Borsó (hu) - Kiss (hu), Szokolai (hu) |               | Spectateurs : 20 000 Arbitrage : Klaus Scheurell | Spectateurs : 20 000 Arbitrage : Klaus Scheurell |

| 13 avril 1983 | Hongrie                                                  | 3 - 1 | Grèce              | Béke téri Stadion (en) Budapest, Hongrie          |                                                   |
| | Kardos 40e (pen.) · Szokolai (hu) 68e · Tulipán (hu) 78e | (1 - 1) | Dintsikos (en) 37e | Spectateurs : 5 000 Arbitrage : Damir Matovinović | Spectateurs : 5 000 Arbitrage : Damir Matovinović |
| | Rapport                                                  | |                    | Spectateurs : 5 000 Arbitrage : Damir Matovinović | Spectateurs : 5 000 Arbitrage : Damir Matovinović |
| Disztl - Paróczai (hu), Kőhalmi (hu), Kardos, Gálhidi (hu) - Kelemen (hu) ( 73e Pogány (hu)), Nagy ( 46e Budavári (hu)), Borsó (hu), Tulipán (hu) - Szokolai (hu), Kurucz (hu) | Équipes                                                  | Moukeas (el) - Skartados (en), Papangelis (el), Alavantas (en), Georgamlis (en) - Chatzopoulos (el), Kanaras (el), Karagiozopoulos (el) ( 75e Triantafillidis), Patronis (el) - Saravákos, Dintsikos (en) |                    | Spectateurs : 5 000 Arbitrage : Damir Matovinović | Spectateurs : 5 000 Arbitrage : Damir Matovinović |

| 18 mai 1983 | Bulgarie                   | 2 - 2 | Union soviétique | Stadion Deveti septemvri Plovdiv, Bulgarie     |                                                |
| | Yordanov 53e · Valchev 66e | (0 - 1) | Gazzaev 16e 82e  | Spectateurs : 22 000 Arbitrage : Paolo Bergamo | Spectateurs : 22 000 Arbitrage : Paolo Bergamo |
| | Rapport                    | |                  | Spectateurs : 22 000 Arbitrage : Paolo Bergamo | Spectateurs : 22 000 Arbitrage : Paolo Bergamo |
| Vichev (bg) - Bezinski (en), Mladenov (en), Petrov, Horozov (bg) ( 42e Lakhchiev (bg)) - Yordanov, Iskrenov, Sadakov - Valchev, Zehtinski (en) ( 57e Pashev), Spasov (en) | Équipes                    | Chanov - Yanushevsky (en), Belyalov (en), Sorokalet (en), Zhupikov (en) - Vedeneyev (ru), Gotsmanov , Zheludkov (en) ( 59e Kuznetsov (ru)) - Hratchov ( 88e Belanov), Keropyan (ru), Gazzaev |                  | Spectateurs : 22 000 Arbitrage : Paolo Bergamo | Spectateurs : 22 000 Arbitrage : Paolo Bergamo |

| 26 mai 1983 | Union soviétique                           | 3 - 0 | Grèce | Stade Central Lénine Moscou, Union soviétique    |                                                  |
| | Hratchov 9e · Aleïnikov 29e · Larionov 35e | (3 - 0) |       | Spectateurs : 21 600 Arbitrage : Osmo Orankangas | Spectateurs : 21 600 Arbitrage : Osmo Orankangas |
| | Rapport                                    | |       | Spectateurs : 21 600 Arbitrage : Osmo Orankangas | Spectateurs : 21 600 Arbitrage : Osmo Orankangas |
| Chanov - Yanushevsky (en), Belyalov (en), Sorokalet (en), Kaplun (en) - Larionov, Gotsmanov ( 38e Kuznetsov (ru)), Hratchov ( 78e Belanov), Aleïnikov , Tcherenkov - Gazzaev | Équipes                                    | Arvanitis (el) - Priskas (el) ( 46e Mitsimponas (en)), Chatzis, Kokolakis (en), Tassopoulos, Alavantas (en) - Kanaras (el), Kofidis, Skartados (en) - Saravákos, Dimopoulos (el) |       | Spectateurs : 21 600 Arbitrage : Osmo Orankangas | Spectateurs : 21 600 Arbitrage : Osmo Orankangas |

| 7 septembre 1983 | Hongrie        | 0 - 1 | Union soviétique | Népstadion Budapest, Hongrie                    |                                                 |
| | Tcherenkov 89e | (0 - 0) |                  | Spectateurs : 34 000 Arbitrage : Michel Vautrot | Spectateurs : 34 000 Arbitrage : Michel Vautrot |
| | Rapport        | |                  | Spectateurs : 34 000 Arbitrage : Michel Vautrot | Spectateurs : 34 000 Arbitrage : Michel Vautrot |
| Kovács (hu) - Jancsika (hu), Kőhalmi (hu), Gálhidi (hu), Kelemen (hu) - Nagy, Tulipán (hu) ( 55e Mészöly (hu)), Pogány (hu), Dékány (hu), Borsó (hu) ( 69e Dobány) - Hajszán | Équipes        | Chanov - Shishkin (en), Zhupikov (en), Yanushevsky (en), Mileshkin (en) - Kuznetsov (ru), Gotsmanov, Hratchov ( 76e Melnikov (en)), Aleïnikov, Tcherenkov - Gazzaev ( 59e Hurynovich) |                  | Spectateurs : 34 000 Arbitrage : Michel Vautrot | Spectateurs : 34 000 Arbitrage : Michel Vautrot |

| 21 septembre 1983 | Grèce               | 1 - 2 | Hongrie                 | Stade Doxa Drama (el) Dráma, Grèce                  |                                                     |
| | Batsinilas (en) 33e | (1 - 0) | Dajka 58e · Hajszán 73e | Spectateurs : 5 000 Arbitrage : Viriato Graça Oliva | Spectateurs : 5 000 Arbitrage : Viriato Graça Oliva |
| | Rapport             | |                         | Spectateurs : 5 000 Arbitrage : Viriato Graça Oliva | Spectateurs : 5 000 Arbitrage : Viriato Graça Oliva |
| Minou - Katsikogiannis (el), Chatzis, Kasdovasilis, Kampolis - Papavasiliou (el), Kotidis ( 67e Vlastos), Passas ( 73e Rigas), Batsinilas (en), Khadzhiantoniu - Kofidis | Équipes             | Kovács (hu) - Farkas, Kőhalmi (hu), Róth ( 46e Kiss (hu)), Gálhidi (hu) - Kelemen (hu), Nagy, Kisznyér (hu) ( 60e Mészáros (en)), Pogány (hu), Dajka - Hajszán |                         | Spectateurs : 5 000 Arbitrage : Viriato Graça Oliva | Spectateurs : 5 000 Arbitrage : Viriato Graça Oliva |

| 5 octobre 1983 | Grèce   | 1 - 3 | Union soviétique | Stade olympique d'Athènes Athènes, Grèce     |                                              |
| |         | (0 - 1) |                  | Spectateurs : 26 000 Arbitrage : André Daina | Spectateurs : 26 000 Arbitrage : André Daina |
| Arvanitis (el) - Katsikogiannis (el), Lefkopoulos, Mitsimponas (en), Aivazidis (el) - Voutyritsas, Doulgerakis ( 67e Passas), Papavasiliou (el) ( 46e Alexandridis (en)), Batsinilas (en), Khadzhiantoniu - Kofidis | Équipes | Chanov - Shishkin (en), Zhupikov (en), Pozdnjakov (en), Mileshkin (en) - Kuznetsov (ru), Gotsmanov ( 46e Melnikov (en)), Hratchov, Aleïnikov, Tcherenkov - Gazzaev ( 72e Klementyev (en)) |                  | Spectateurs : 26 000 Arbitrage : André Daina | Spectateurs : 26 000 Arbitrage : André Daina |

| 12 octobre 1983 | Union soviétique | 0 - 0 | Bulgarie | Stade Central Dynamo Moscou, Union soviétique |                                              |
| |                  | (0 - 0) |          | Spectateurs : 14 000 Arbitrage : Volker Roth  | Spectateurs : 14 000 Arbitrage : Volker Roth |
| | Rapport          | |          | Spectateurs : 14 000 Arbitrage : Volker Roth  | Spectateurs : 14 000 Arbitrage : Volker Roth |
| Chanov - Shishkin (en), Zhupikov (en), Pozdnjakov (en), Mileshkin (en) - Kuznetsov (ru), Gotsmanov, Hratchov ( 69e Klementyev (en)), Melnikov (en), Tcherenkov - Gazzaev ( 62e Litovchenko) | Équipes          | Mikhailov - Petrov, Borisov (bg), Markov, Iliev - Sadakov, Marinov, Gospodinov, Iskrenov ( 66e Yanchev (en)) - Danov (bg), Gochev ( 79e Pehlivanov (en)) |          | Spectateurs : 14 000 Arbitrage : Volker Roth  | Spectateurs : 14 000 Arbitrage : Volker Roth |

| 28 mars 1984 | Bulgarie | 0 - 0 | Grèce | Stadion Hadzhi Dimitar (en) Sliven, Bulgarie     |                                                  |
| |          | (0 - 0) |       | Spectateurs : 20 000 Arbitrage : Edvard Šoštarić | Spectateurs : 20 000 Arbitrage : Edvard Šoštarić |
| | Rapport  | |       | Spectateurs : 20 000 Arbitrage : Edvard Šoštarić | Spectateurs : 20 000 Arbitrage : Edvard Šoštarić |
| Valov - Koev (en), Mladenov (en), Markov, Iliev ( 59e Borisov (bg)) - Yanchev (en), Tanev (en), Sadakov, Gospodinov, Iskrenov - Gochev ( 46e Eranosyan) | Équipes  | Plitsis (en) - Chatzopoulos (el), Mitsimponas (en), Galitsios (en), Tarasis - Antoniou (en), Kanaras (el) ( 62e Zelelidis), Anastasiádis, Bonovas (en) - Saravákos, Batsinilas (en) |       | Spectateurs : 20 000 Arbitrage : Edvard Šoštarić | Spectateurs : 20 000 Arbitrage : Edvard Šoštarić |

| 11 avril 1984 | Hongrie   | 1 - 1 | Bulgarie   | Megyeri úti Stadion Budapest, Hongrie               |                                                     |
| | Dajka 15e | (1 - 0) | Gochev 60e | Spectateurs : 4 000 Arbitrage : Andrzej Libich (hu) | Spectateurs : 4 000 Arbitrage : Andrzej Libich (hu) |
| | Rapport   | |            | Spectateurs : 4 000 Arbitrage : Andrzej Libich (hu) | Spectateurs : 4 000 Arbitrage : Andrzej Libich (hu) |
| Kovács (hu) - Csuhay, Róth , Kardos, Péter - Hannich , Nagy, Gyimesi (nl) - Mészáros (en) ( 46e Hajszán), Dajka, Esterházy | Équipes   | Mikhailov - Koev (en), Mladenov (en), Markov , Iliev, Borisov (bg) - Sadakov ( 57e Kirov (en)), Gospodinov, Yanchev (en), Iskrenov - Gochev ( 89e Petrov) |            | Spectateurs : 4 000 Arbitrage : Andrzej Libich (hu) | Spectateurs : 4 000 Arbitrage : Andrzej Libich (hu) |

| 25 avril 1984 | Grèce            | 1 - 3 | Bulgarie                                  | Stade National Alexandroúpoli, Grèce |                               |
| | Vlachos (en) 36e | (1 - 1) | Gochev 42e · Tanev (en) 68e · Valchev 82e | Arbitrage : Alain Delmer (hu)        | Arbitrage : Alain Delmer (hu) |
| | Rapport          | |                                           | Arbitrage : Alain Delmer (hu)        | Arbitrage : Alain Delmer (hu) |
| Skounas - Georgamlis (en), Tarasis, Mitsimponas (en), Chatzopoulos (el) ( 46e Baniotis) - Bonovas (en), Batsinilas (en), Vlachos (en) ( 79e Zelelidis), Anastasiádis - Saravákos, Ziogas (en) | Équipes          | Mikhailov - Houbtchev, Koev (en), Petrov, Iliev, Mladenov (en) - Sadakov, Yanchev (en), Gospodinov, Kirov (en) ( 54e Valchev) - Gochev ( 60e Tanev (en)) |                                           | Arbitrage : Alain Delmer (hu)        | Arbitrage : Alain Delmer (hu) |

| 25 avril 1984 | Union soviétique | 0 - 1 | Hongrie           | Stade Central Lénine Moscou, Union soviétique |                                             |
| |                  | (0 - 0) | Mészáros (en) 71e | Spectateurs : 35 000 Arbitrage : Jan Keizer   | Spectateurs : 35 000 Arbitrage : Jan Keizer |
| | Rapport          | |                   | Spectateurs : 35 000 Arbitrage : Jan Keizer   | Spectateurs : 35 000 Arbitrage : Jan Keizer |
| Novikov (en) - Shishkin (en), Kasparavičius (en), Yanushevsky (en), Pozdnjakov (en), Zygmantovitch - Gotsmanov, Poudychev, Aleïnikov, Litovchenko, Stwkaşov (en) ( 46e Hratchov) | Équipes          | Kovács (hu) - Csuhay , Kardos, Péter, Róth - Nagy, Dajka, Kisznyér (hu) ( 46e Gyimesi (nl)) Hajszán ( 65e Mészáros (en)) - Hannich, Esterházy |                   | Spectateurs : 35 000 Arbitrage : Jan Keizer   | Spectateurs : 35 000 Arbitrage : Jan Keizer |